# Association pour la diffusion internationale francophone de livres, ouvrages et revues
L'Association pour la diffusion internationale francophone de livres, ouvrages et revues (ADIFLOR) est une association à but non lucratif française, créée en novembre 1985 par Xavier Deniau, ancien ministre et parlementaire français,,.  Elle a pour objectifs de promouvoir, de diffuser et de faire rayonner la langue française notamment à travers la lecture avec comme devise : « Semons le plaisir de lire en français dans le monde ». Elle participe par ses actions à favoriser l’alphabétisation, à soutenir la scolarisation et l’éducation et l'égalité des filles et garçons sur les cinq continents, de permettre l’accession à la culture pour tous les enfants, les femmes et les hommes qui sont au centre de ses projets.
L'association s'inscrit dans les Objectifs du Millénaire de l'ONU.
Son action est menée à la fois à l'international et sur le territoire français. Elle bénéficie de partenariats tant publics que privés pour réaliser ses missions d'intérêt général. De nombreux éditeurs, solidaires de la mission d’ADIFLOR, lui permettent de proposer des livres de qualité.
Elle fait partie du conseil d'administration de l'Association Francophone d'Amitié et de Liaison présidée par l'ancien ministre français de la Coopération, parlementaire et président d'honneur de la Fondation Charles de Gaulle, Jacques Godfrain.
Elle est animée par Isabelle Le Camus de Lagrevol entourée d’une équipe de bénévoles.
ADIFLOR a pour marraine, Nicole Lambert, auteur, illustrateur et éditeur, mère des célèbres Triplés.
En 39 ans,  l'association a enrichi de plus de 7 millions de livres imprimés et numériques les bibliothèques et écoles des pays francophiles.

## Les missions d'ADIFLOR
Les missions sont les suivantes :
- Mettre la langue française et la lecture au service du développement et du rapprochement entre les peuples, au sein de l’espace francophone ;
- Favoriser l’apprentissage par la lecture en français et offrir ainsi à des milliers d'enfants la possibilité de se construire un avenir ;
- Faire connaître et diffuser la littérature francophone dans le monde, en promouvant les auteurs et éditeurs au-delà de leurs frontières, afin de mieux faire connaître l’extraordinaire richesse de ce patrimoine commun ;
- Promouvoir la Francophonie et les cultures francophones est notre objectif essentiel, car parler une même langue permet de tisser des liens de solidarité et de partage, facilite les échanges, suscite de l’intérêt pour ceux qui vivent sur les cinq continents dans des cadres et des modes de vie différents, avec des coutumes et traditions qui s’enrichissent mutuellement ;
- Proposer des outils de lecture adaptés au monde d’aujourd’hui ;
- Apporter une expertise et un savoir-faire, accompagner les acteurs de terrain et les collectivités dans leurs jumelages et coopérations décentralisées.

## Les actions
Depuis 1985, ADIFLOR poursuit l’action de son président-fondateur tout en s’adaptant au monde moderne.
En effet, on estime qu’en 2060, l’espace francophone deviendra le quatrième espace géolinguistique et une composante essentielle de la scène mondiale. Le monde de demain se construit dans les écoles d’aujourd’hui, l’enseignement d’un français de qualité est donc primordial et la lecture en est un contributeur essentiel. Le livre, comme vecteur culturel, doit en effet compléter le manuel scolaire pour donner du sens à l’apprentissage et pour ancrer la lecture dans le quotidien des enfants.
L’association s’est engagée dans plus de 1 700 projets sur les cinq continents, en remettant plus de 7 millions de livres imprimés, dans des actions en faveur de l’éducation aux établissements scolaires, bibliothèques, centres culturels, et grâce au soutien des nombreux éditeurs francophones et de partenaires qui nous font confiance. Ainsi, elle a permis à des milliers d’enfants, d’adolescents et même d'adultes, dans l’espace francophone, de se construire un avenir.
L’action d’ADIFLOR repose sur un véritable réseau de solidarité internationale, qui permet d’assurer la mise en place et le suivi de tous les projets dans lesquels l’association est engagée. Les projets sont menés avec un partenaire local : une institution du pays, un service culturel de l’Ambassade de France, une Alliance française ou une association, ce qui garantit l’adéquation du projet au besoin identifié localement, la bonne réception de livres, leur utilisation grâce à un suivi et la pérennisation de l’action.
ADIFLOR n’a cessé au cours des années de s’adapter aux situations rencontrées et de renforcer son accompagnement en créant de nouveaux outils. Un kit du bibliothécaire pour gérer l’organisation de la bibliothèque, la Petite Bibliothèque d’ADIFLOR ou l’exposition La Francophonie s’affiche pour faire découvrir la diversité culturelle francophone.
Le projet Liseuse Francophone ADIFLOR (LFA) :
ADIFLOR s’est également tournée vers l’avenir. Depuis maintenant près de dix ans, elle est très active dans le secteur du numérique, grâce au projet Liseuse Francophone d’ADIFLOR, riche de plusieurs centaines de livres et déjà déployée avec succès dans plusieurs pays. Ce projet innovant, présenté au salon du livre de Genève et au salon du livre de Francfort, participe au développement d’un espace éditorial francophone, dynamique et équilibré, fondé sur des échanges et des coopérations, au service de la production, de la circulation et de la création en langue française.
La LFA peut être vue comme une plateforme de diffusion du livre numérique pour le développement de la lecture en français. Elle offre un nouveau mode de lecture adapté à notre monde moderne tout à fait attrayant pour les enfants.
C’est un outil, tant pédagogique que ludique, mis à la disposition des apprenants et des enseignants. Son interface spécifique, créée par ADIFLOR, permet une prise en main intuitive pour le lecteur que ce soit en classe ou en bibliothèque. Elle se différencie de l’ordinateur et de la tablette car elle offre un espace de lecture déconnecté, propice à la concentration, et son écran tactile, en haute définition, est non nocif pour les yeux.
Elle est pré-remplie d’une bibliothèque numérique composée d’une sélection de livres francophones de tous genres, soigneusement choisis par ADIFLOR en partenariat avec les éditeurs partenaires. Il est possible de la compléter avec les livres proposés d’autres éditeurs.
L’association propose aux détenteurs de la liseuse de rejoindre la communauté ADIFLOR et d’intégrer le Club livresque virtuel sur la plate-forme de son partenaire DéjàLu.
Pour sensibiliser à la lecture, il faut la rendre vivante et qu’elle soit source de partage ; c’est l’objectif du Club de lecture ADIFLOR. La plate-forme DéjàLu est un réseau social littéraire collaboratif dédié à l'amour de la lecture. Le site propose un contenu ludique, créatif et inspirant.
Il permet aux lecteurs de partager leur centre d’intérêts pour la lecture. L’objectif est de créer du lien entre professeurs, bibliothécaires, animateurs, élèves, et de partager des animations ou des idées de jeux littéraires, tout est possible ! La Semaine de la langue française et de la Francophonie est l’occasion de lancer un Défi dessin dans le cadre de l’opération du ministère de la Culture, Dis-moi dix mots. Ces dessins feront l’objet d’une exposition virtuelle dans le Club. C’est également le lieu idéal pour faire connaître les ouvrages de nos éditeurs et auteurs partenaires grâce aux « expériences » attachées aux livres qui permettent d’en savoir plus sur ces derniers.

## Les moyens d'ADIFLOR
- Le livre imprimé
ADIFLOR accompagne les projets pour le développement de la lecture en français, en mettant à disposition un important stock de livres, généralement offerts par les éditeurs. Pour mener à bien ces actions, ADIFLOR dispose d’un grand entrepôt pouvant stocker jusqu’à 200 000 livres, et dont la gestion est assurée par des bénévoles. Pour connaître le stock de livres disponibles, les utilisateurs peuvent consulter notre catalogue en ligne, puis effectuer une commande. La réception des livres, le tri, la préparation des commandes sont assurés par des bénévoles dans notre entrepôt de 1000 m2 à Fagnières dans la Marne (51).
- Le livre numérique
ADIFLOR propose également une bibliothèque, de livres numériques, intégrée dans la Liseuse Francophone d’ADIFLOR (LFA), qui favorise une lecture innovante et attractive. Dotée d'une interface simple et sécurisée, elle est adaptée à tous les publics. Proposée avec 400 livres et documents, elle offre une lecture confortable, non nocive pour les yeux, et une très grande autonomie de fonctionnement. Elle permet des lectures collectives en classe.
- Le Club livresque d'ADIFLOR, créé en partenariat avec le site dejalu.fr, réseau social littéraire, est un club virtuel qui a pour objectif de réunir et de resserrer les liens entre les membres de la communauté francophone d’ADIFLOR.
Échanges entre professeurs/bibliothécaires, partages d’animations et de jeux littéraires, de nombreuses activités sont prévues pour l’utilisation des liseuses francophones d’ADIFLOR.
- La Petite Bibliothèque d’ADIFLOR, est composée d’une sélection de 30 livres d’auteurs et éditeurs du monde francophone réunis dans une malle. Des modules d’animations accompagnent les livres et permettent de découvrir la diversité culturelle francophone.
- La Francophonie s’affiche, une exposition d’affiches d’hier à aujourd’hui qui regroupe plus de 100 des plus belles affiches présentant des manifestations du monde depuis 1975. Elle est l’occasion d’un voyage en francophonie illustré par les grands évènements et par les initiatives qui font exister la Francophonie. Elle a été inaugurée par SEM Abdou DIOUF, au Sénat, en octobre 2005. 

## Les présidents d'ADIFLOR
- Xavier Deniau (†), Président-fondateur d'ADIFLOR (1985-1997).
- Daniel Goulet (†), Président (1997-2002)[8].
- Louis Duvernois, Président (2002-2014)[9].
- Raphaël Fantin, Président (2014-   ).

## Comité d'honneur
Le Comité d'honneur d’ADIFLOR est composé de personnes ayant rendu des services particuliers à l’association ainsi que de personnalités de renommée internationale, elles partagent nos valeurs et évoluent dans le monde de la langue française, de la francophonie, du livre, de la lecture, de l’éducation et de la culture.
- Louis Duvernois, sénateur honoraire, président d’honneur, ancien président d’ADIFLOR ;
- Pierre Baillet, secrétaire permanent de l’Association Internationale des Maires Francophones ;
- Yves Bigot, président de la Fondation des Alliances Françaises ;
- Benjamin Boutin, président de Francophonie sans frontières ;
- Souleyman Bachir Diagne, philosophe sénégalais et professeur à l’université Columbia à New York ;
- René Crevel, consul honoraire du Gabon ;
- Jacques Godfrain, ancien ministre, président de l'AFAL[2] ;
- Sylvain Lafrance, journaliste, professeur associé, HEC Montréal ;
- Nicole Lambert, auteur, illustrateur et éditeur, marraine d’ADIFLOR ;
- Jacques Legendre, sénateur honoraire ;
- Michèle Lenoble-Pinson, linguiste, professeur émérite de l’université Saint-Louis à Bruxelles ;
- Marc Moingeon, ancien délégué général à la Francophonie du groupe Hachette ;
- Erol Ok, président par intérim de l’Institut français ;
- François Perret, président de la Mission laïque française ;
- Christian Toulouse, président du Fonds de dotation La Valinière ;
- Maurice Zinovieff, président du Comité orthodoxe des Amitiés françaises dans le monde.